# De'Andre Hunter
De'Andre James Hunter (Filadelfia, 2 dicembre 1997) è un cestista statunitense, professionista nella NBA per i Cleveland Cavaliers.

## Caratteristiche tecniche
Di ruolo ala piccola, è un ottimo difensore e un buon tiratore da tre punti.

## High School
Hunter ha frequentato la Friends' Central School di Wynnewood, Pennsylvania. Come senior, nel 2016 totalizza una media di 23,5 punti, 9,8 rimbalzi, 3 assist e 2,5 stoppate a partita, risultando la 14ª miglior ala piccola della classe 2016 e venendo classificato come prospetto a 4 stelle.
Il 12 settembre 2015 sceglie di proseguire il suo cammino nell'Università della Virginia, preferendo quest'ultima a varie altre, tra cui anche North Carolina e Notre Dame.

## College
Come freshman nel 2017, Hunter totalizza una media di 9.2 punti e 3.8 rimbalzi a partita. Tuttavia, a causa di un infortunio al polso, non può partecipare all'NCAA Tournament 2018, e senza di lui i Virginia Cavaliers vengono eliminati al primo round dagli UMBC Retrievers.
Nonostante potesse già rendersi eleggibile per il Draft NBA, Hunter decide di rimanere un altro anno a Virginia. Nella sua stagione da sophomore, Hunter totalizza una media di 15.2 punti e 5.1 rimbalzi a partita, in 38 partite giocate nel quintetto base. Contribuendo a rimediare il primo posto nella South Region, i Virginia Cavaliers arrivano in finale contro i TTU Red Raiders. Qui Hunter risulta decisivo, con 27 punti e 9 rimbalzi, trascinando i Cavaliers a vincere l'NCAA Tournament 2019 per la prima volta nella storia dell'università.
Hunter si dichiara dunque eleggibile per il Draft NBA 2019, dove le abilità del giocatore lo posizionano tra le primissime scelte.

## NBA

### Atlanta Hawks (2019-)
Il 20 giugno 2019, in seguito ad uno scambio per Anthony Davis, i Lakers cedono la loro prima scelta ai New Orleans Pelicans, i quali la cedono a loro volta agli Atlanta Hawks. Hunter viene così selezionato dagli Hawks come 4ª scelta assoluta. Il 7 luglio 2019, gli Atlanta Hawks annunciano la firma del giocatore. Il 24 ottobre 2019, Hunter fa il suo debutto in NBA, nella vittoria 117-100 sui Detroit Pistons con 14 punti e 2 rimbalzi.

## Statistiche
| † | Denota le stagioni in cui ha vinto il titolo |

### NCAA
| Anno       | Squadra            | PG | PT | MP   | TC%  | 3P%  | TL%  | RP  | AP  | PRP | SP  | PP   |
| ---------- | ------------------ | -- | -- | ---- | ---- | ---- | ---- | --- | --- | --- | --- | ---- |
| 2017-2018  | Virginia Cavaliers | 33 | 0  | 19,9 | 48,8 | 38,2 | 75,5 | 3,6 | 1,1 | 0,6 | 0,4 | 9,2  |
| 2018-2019† | Virginia Cavaliers | 38 | 38 | 32,5 | 52,0 | 43,8 | 78,3 | 5,1 | 2,0 | 0,6 | 0,6 | 15,2 |
| Carriera   | Carriera           | 71 | 38 | 26,6 | 50,9 | 41,9 | 77,3 | 4,4 | 1,6 | 0,6 | 0,5 | 12,4 |

#### Massimi in carriera
- Massimo di punti: 27 vs Texas Tech (8 aprile 2019)[7]
- Massimo di rimbalzi: 10 (3 volte)
- Massimo di assist: 9 vs Middle Tennessee State (21 novembre 2018)
- Massimo di palle rubate: 3 vs Coppin State (16 novembre 2016)
- Massimo di stoppate: 3 vs Syracuse (4 marzo 2019)
- Massimo di minuti giocati: 44 vs Texas Tech (8 aprile 2019)

### NBA

#### Regular Season
| Anno      | Squadra             | PG  | PT  | MP   | TC%  | 3P%  | TL%  | RP  | AP  | PRP | SP  | PP   |
| --------- | ------------------- | --- | --- | ---- | ---- | ---- | ---- | --- | --- | --- | --- | ---- |
| 2019-2020 | Atlanta Hawks       | 63  | 62  | 32,0 | 41,0 | 35,5 | 76,4 | 4,5 | 1,8 | 0,7 | 0,3 | 12,3 |
| 2020-2021 | Atlanta Hawks       | 23  | 19  | 29,5 | 48,4 | 32,6 | 85,9 | 4,8 | 1,9 | 0,8 | 0,5 | 15,0 |
| 2021-2022 | Atlanta Hawks       | 53  | 52  | 29,8 | 44,2 | 37,9 | 76,5 | 3,3 | 1,3 | 0,7 | 0,4 | 13,4 |
| 2022-2023 | Atlanta Hawks       | 67  | 67  | 31,7 | 46,1 | 35,0 | 82,6 | 4,2 | 1,4 | 0,5 | 0,3 | 15,4 |
| 2023-2024 | Atlanta Hawks       | 57  | 37  | 29,5 | 45,9 | 38,5 | 84,7 | 3,9 | 1,5 | 0,7 | 0,3 | 15,6 |
| 2024-2025 | Atlanta Hawks       | 37  | 4   | 28,8 | 46,1 | 39,3 | 85,8 | 3,9 | 1,5 | 0,8 | 0,1 | 19,0 |
| 2024-2025 | Cleveland Cavaliers | 27  | 5   | 25,0 | 48,5 | 42,6 | 82,1 | 4,2 | 1,3 | 0,7 | 0,3 | 14,3 |
| Carriera  | Carriera            | 327 | 246 | 30,0 | 45,2 | 37,3 | 81,9 | 4,1 | 1,5 | 0,7 | 0,3 | 14,8 |

#### Play-off
| Anno     | Squadra             | PG | PT | MP   | TC%  | 3P%  | TL%  | RP  | AP  | PRP | SP  | PP   |
| -------- | ------------------- | -- | -- | ---- | ---- | ---- | ---- | --- | --- | --- | --- | ---- |
| 2021     | Atlanta Hawks       | 5  | 5  | 30,4 | 40,0 | 37,5 | 75,0 | 4,0 | 0,6 | 0,2 | 0,6 | 10,8 |
| 2022     | Atlanta Hawks       | 5  | 5  | 34,9 | 55,7 | 46,2 | 80,0 | 3,8 | 0,6 | 0,8 | 0,2 | 21,2 |
| 2023     | Atlanta Hawks       | 6  | 6  | 37,3 | 45,9 | 36,8 | 80,0 | 5,7 | 1,2 | 0,7 | 0,3 | 16,7 |
| 2025     | Cleveland Cavaliers | 8  | 0  | 23,1 | 42,9 | 46,2 | 84,6 | 3,6 | 1,0 | 0,5 | 0,1 | 11,0 |
| Carriera | Carriera            | 24 | 16 | 30,7 | 46,8 | 41,5 | 80,6 | 4,3 | 0,9 | 0,5 | 0,3 | 14,5 |

#### Massimi in carriera
- Massimo di punti: 35 vs Miami Heat (26 aprile 2022)[8]
- Massimo di rimbalzi: 12 vs Boston Celtics (18 aprile 2023)
- Massimo di assist: 5 (2 volte)
- Massimo di palle rubate: 6 vs Phoenix Suns (14 novembre 2019)
- Massimo di stoppate: 3 vs Miami Heat (14 gennaio 2022)
- Massimo di minuti giocati: 48 vs New York Knicks (9 febbraio 2020)

## Palmarès

### Squadra
- Campionato NCAA: 1

University of Virginia: 2019

### Individuale
- Second-team All-American – NABC (2019)
- Third-team All-American – AP, USBWA, SN (2019)
- NABC Defensive Player of the Year (2019)
- First-team All-ACC (2019)
- ACC Defensive Player of the Year (2019)
- ACC Sixth Man of the Year (2018)
- ACC All-Freshman Team (2018)